# Салак
Салак (Salacca zalacca) е вид дърво от семейство Палмови (Arecaceae), родом от Ява и Суматра в Индонезия. Култивира се в други региони на Индонезия като хранителна култура и е натурализиран в Бали, Ломбок, Тимор, Молуку и Сулавеси.
Салакът Salacca glabrecens е представен на малайзийска пощенска марка, издадена на 27 февруари 1999 г. в серията на редките плодове.
Салака е много късостеблена палма, с листа с дължина до 6 метра; всеки лист има двуметрова дръжка с шипове с дължина до 15 сантиметра и множество листовки. Плодовете растат на групи в основата на листата и са известни още като змийски плод поради червеникавокафявата люспеста кожа. Те са с големината и формата на узряла смокиня, с отчетлив връх. Пулпът е годен за консумация. Плодовете могат да се белят чрез прищипване на върха, което трябва да накара кожата да се отлепи, за да може да се отдръпне. Плодът отвътре се състои от три дяла с двата по-големи или дори и трите, съдържащи голямо негодно за консумация семе. Лобовете приличат и имат консистенция на големи белени скилидки чесън. Вкусът обикновено е сладък и кисел, със силно стипчив ръб, но структурата му, подобна на ябълка, може да варира от много суха и ронлива (salak pondoh от Джокякарта) до влажна и хрупкава (salak Bali).

## Отглеждане
Дървото салак е култивирано в цяла Индонезия и има поне 30 сорта, повечето от които имат стипчив вкус и са сладки. Два популярни сорта са salak pondoh от провинция Джокякарта (открит през 1980 г.) и salak Bali от остров Бали – Индонезия.

### Salak pondoh
Salak pondoh е важен плод в провинция Джокякарта на остров Ява. За петте години до 1999 г. годишното производство в Джокякарта се е удвоило до 28 666 тона. Популярността му (в сравнение с други сортове) сред местните индонезийски потребители се дължи главно на интензивността на неговия аромат и сладкия му вкус дори преди да достигне пълна зрялост.
Salak pondoh има още три превъзходни варианта, а именно pondoh super, pondoh hitam (черен pondoh) и pondoh gading (слонова кост / жълтеникава кожа pondoh).

### Salak Bali
Salak Bali обикновено се продава по целия остров Бали и е популярен плод както сред местното население, така и сред туристите. Плодът е приблизително с размерите на голяма смокиня и има хрупкава и влажна консистенция. Плодът има нишестено усещане за уста и вкус, напомнящ на разреден ананас и лимонов сок.

### Salak gula pasir
Най-скъпият сорт салак на Бали е gula pasir (буквално „пясъчна захар“ или „зърнена захар“, отнасяща се до неговата финозърненост), който е по-малък от нормалния салак и е най-сладкият от всички салаки. Цената в Бали е 15 000 – 30 000 рупии (1 – 2 щатски долара) за килограм в зависимост от времето на годината.
Salak gula pasir, известен и като захарен салак, е известен със своята сочна сладост, като понякога ферментира във вино Salak, което има алкохолно съдържание от 13,5%, подобно на традиционното вино, направено от грозде.

## Галерия
- Насаждения
- Млади плодове на дървото
- Salak pondoh
- Плодове на Salak pondoh super